# Sedum caeruleum
La boraccina azzurra (Sedum caeruleum L.) è una pianta annuale della famiglia delle Crassulaceae, diffusa nel bacino del Mediterraneo occidentale.

## Descrizione
Sedum caeruleum è una pianta erbacea annuale alta 5–20 cm, presenta fusti eretti o ascendenti, ramosi in alto.
Le foglie sono alterne, erette o eretto-patenti, cilindriche e di modeste dimensioni, circa 1,5 x 3,54 mm.
I fiori sono generalmente composti da 5-7 sepali, 5-7 petali, bianchi alla base e azzurri altrove, ottusi, più o meno a cappuccio; la colorazione dei fiori è responsabile dell'epiteto specifico di questa specie (caeruleum = celeste), come pure di alcuni dei nomi volgari che contraddistinguono questa specie (pignola blu, borracina azzurra).  Gli stami sono 14, le antere azzurre, i follicoli alla fine patenti, progressivamente assottigliati in lungo stilo. 
Il periodo di fioritura va da marzo a giugno.

## Distribuzione e habitat
La specie è diffusa in Nord Africa (Marocco, Algeria, Tunisia), in Corsica, e in Italia (limitatamente a Sardegna, Sicilia e Calabria).
Essendo una specie calcifuga predilige silice e terre rosse acide.

## Coltivazione
Sedum caeruleum è specie coltivata in luoghi molto luminosi, con luce solare diretta. Può essere coltivata all'aperto, in quanto capace di sopportare senza problemi temperature minime di molti gradi inferiori allo zero, purché il terreno rimanga asciutto.
La borracina azzurra non necessita di grandi quantità d'acqua, è sufficiente irrigare una volta ogni 4-5 settimane con 1-2 bicchieri d'acqua, lasciando il terreno asciutto per un paio di giorni prima di ripetere l'annaffiatura; è consigliabile evitare gli eccessi e bagnare bene in profondità il terreno. Essendo una pianta molto resistente alla siccità, durante i mesi invernali è meglio evitare di annaffiare le piante poste in luogo con clima freddo.
Generalmente in questo periodo dell'anno è consigliabile un trattamento preventivo con insetticida ad ampio spettro e con un fungicida sistemico, in modo da prevenire l'attacco da parte degli afidi e lo sviluppo di malattie fungine, spesso favorite dal clima fresco e umido.
Per la coltivazione vengono privilegiati terreni soffici e con elevato drenaggio.

## Usi terapeutici
Le parti aeree di Sedum caeruleum vengono usate storicamente in Sardegna come cicatrizzante e lenitivo in caso di ustioni e ferite di lieve entità. La droga è costituita dalla parte epigea della pianta raccolta in pieno sviluppo, a giugno; di essa si utilizza principalmente il succo, ottenuto per semplice spremitura delle parti aeree.